# Ralf Fährmann
Ralf Fährmann (sinh ngày 27 tháng 9 năm 1988) là thủ môn người Đức hiện đang thi đấu cho câu lạc bộ Schalke 04 tại Bundesliga.